# 臺北市立天母棒球場
臺北市天母棒球場，簡稱天母棒球場，是一座位於台灣台北市士林區天母的棒球場。1997年3月25日開始興建，1999年8月15日落成啟用。球場主體座落於忠誠路與士東路口東北側，緊鄰天母運動公園。左、右外野距離皆為325英尺（99），中外野距離則為400英尺（120），並設有大型螢幕與電子看板；內野有10,000個座位，但外野因預留巨蛋興建空間，並無座位；2020年9月21日啟用人工草皮，為全台灣第一個使用人工草皮的職棒球場。

## 歷史

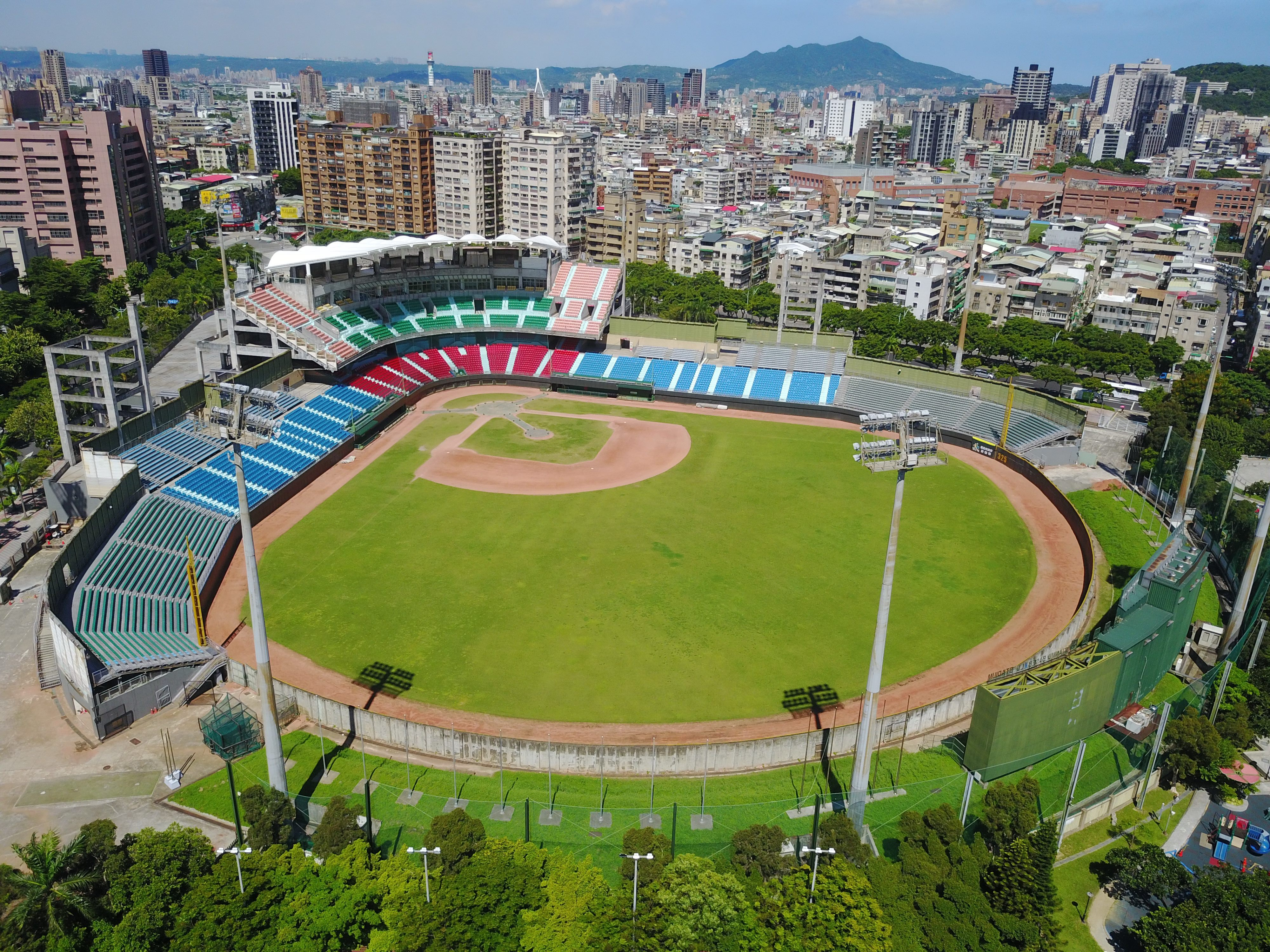
天母棒球場空拍（2019年8月）

過去進行球場的興建規劃時，原本設計為可容納20,000名觀眾；依1998年行政院環境保護署通過的「台北市立體育學院環境影響評估說明書」，設計觀眾席位6,000席，且註明為「學校練習，業餘比賽（不提供職棒比賽）」。但由於球場預定地與住宅區相距不遠，在預定地周圍居民不斷表達異議之下，球場座位減少為6,000個，成為社區型球場。後來由於台北市取得第34屆世界盃棒球賽主辦權，才在內野兩側外緣再增建4,000個座位，以符合國際比賽場地標準。此外，基於居民對於噪音可能過大的疑慮，也不允許在天母棒球場舉行任何職棒比賽。
2001年11月，第34屆世界盃棒球賽由台北市主辦，天母棒球場因此成為開幕典禮場地，同時也是比賽場地之一。2002年5月14、15日，日本職棒於第二次世界大戰後首次在台灣舉行海外例行賽，由福岡大榮鷹（今福岡軟體銀行鷹）隊出戰歐力士藍浪（後與大阪近鐵野牛合併為歐力士野牛）隊。接著在中華職棒聯盟、馬英九市府與球場周圍居民多次溝通、斡旋後，2002年5月11日，中華職棒首次於天母棒球場舉行例行賽，禁令從此解除。
2015年11月15日晚上10時30分，球場高桿照明設備的配電盤起火燒毀，雖無人傷亡，但影響到世界棒球12強賽的舉行，11月16日原定在天母球場舉行的古巴對韓國比賽緊急改至台中洲際棒球場舉行。
2017台北世大運的棒球比賽也於本場館舉行。
自從落成以來，天母棒球場原本長期歸台北市立體育場管轄。不過隨著台北市立體育學院（今臺北市立大學天母校區）於2006年搬遷至天母，台北市政府教育局無償租借給北體。
2021年味全龍重新加盟中華職棒，選擇以天母棒球場作為主場使用，並投入4,500萬元整修球場外觀、VIP室、球員休息室、重訓室等，安裝環狀LED顯示螢幕，並首度於外野建設野餐區，終結天母棒球場自啟用以來沒有外野看台的窘況。首場主場開幕戰於2021年3月26日開打。
天母棒球場2021年以前週一至週四均規定禁止安排中華職棒賽程。為降低對於周圍居民的作息影響，根據中華職棒大聯盟的《裁判執法手冊規則補述》，天母球場例行賽時間若超過夜間10點時，未賽至九局以完成九局賽事為止，平手不再延長；若處於延長賽，則完成該局賽事後結束比賽；季後賽及總冠軍賽則不適用此規定。無論是例行賽、季後賽及總冠軍賽，夜間10點起都不能使用擴音設備及樂器助威。自2022年起，每週最多可安排四場賽事。

## 基本資料

### 重要日期
- 中華職棒首戰：2002年5月11日（兄弟象1：2中信鯨）
- 明星賽：2002年、2010年、2018年
- 季後賽：2005年、2008年、2022年
- 總冠軍賽：2002年、2003年、2023年
- 味全龍主場首戰：2021年3月26日（富邦悍將0：3味全龍）

## 圖片集

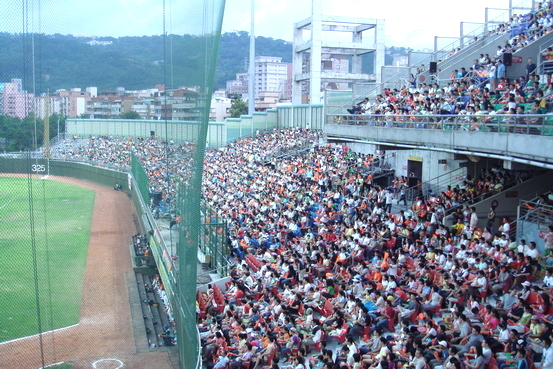
內野看台
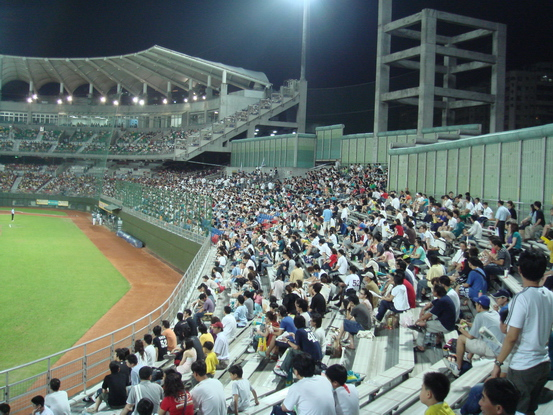
內野看台
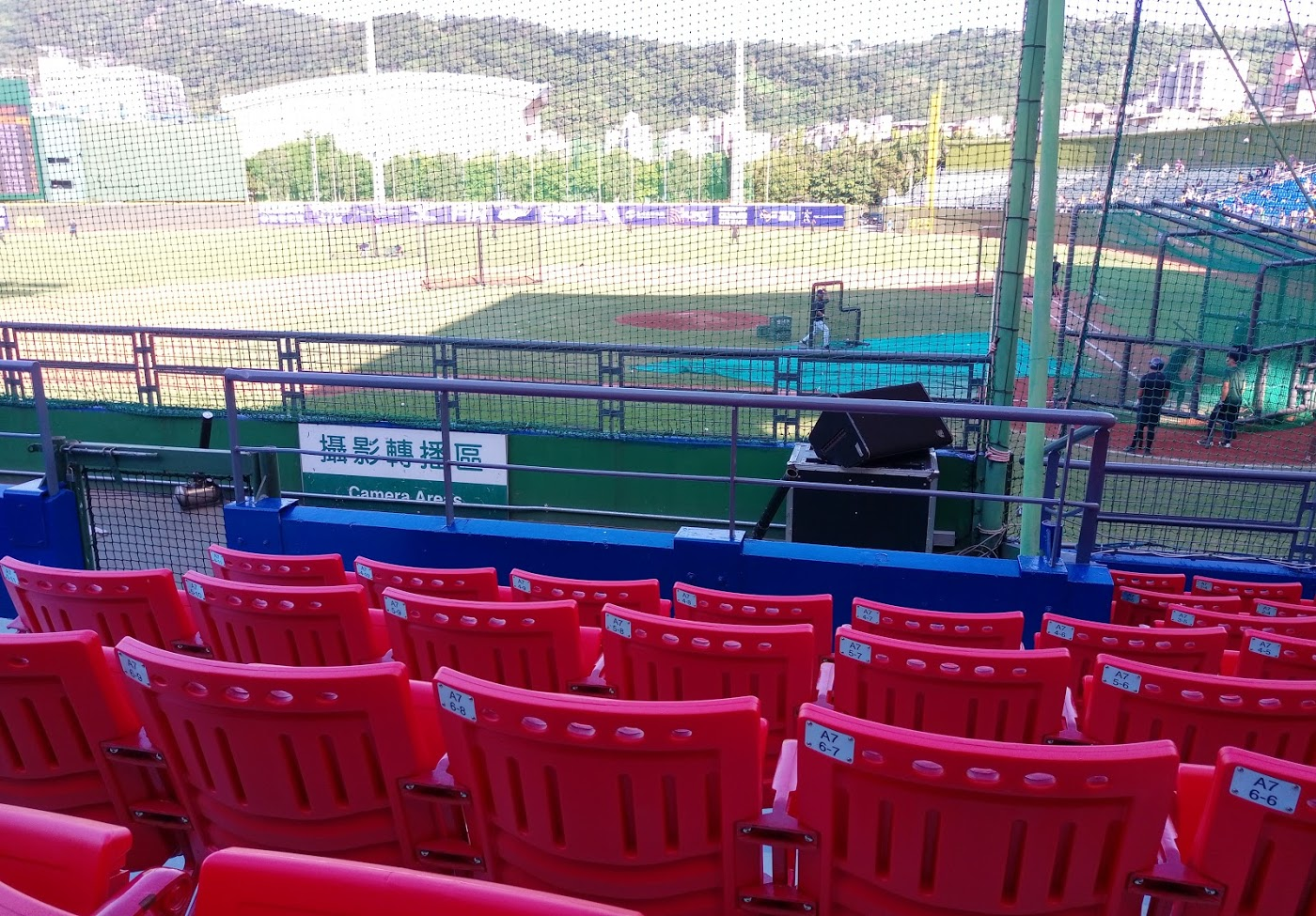
內野看台
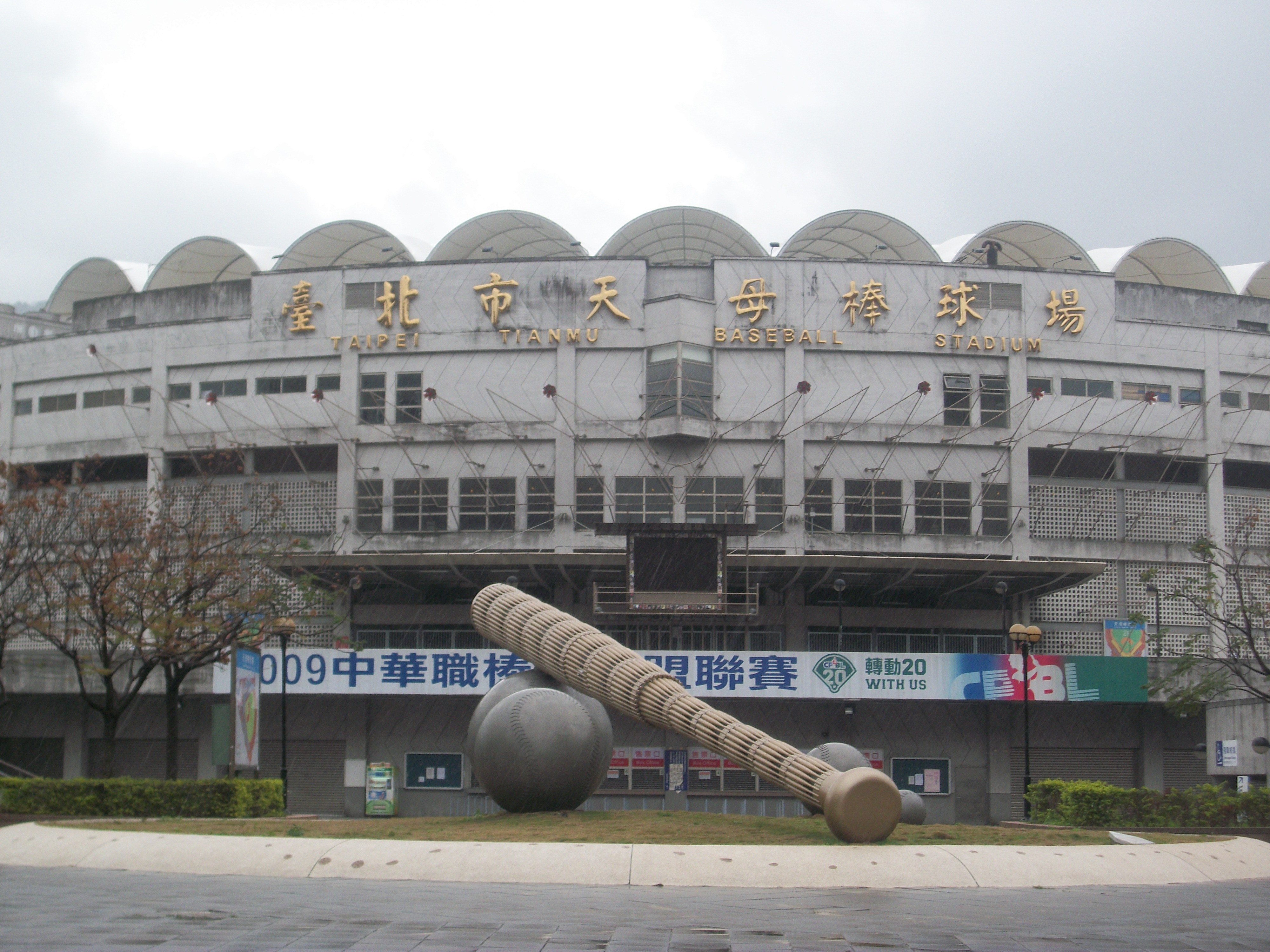
大門

## 交通資訊

### 公車
- 天母棒球場站：203、268、279、602、606、616、645、645副、646、685、敦化幹線、市民小巴11、市民小巴16，下車後即可見到球場。

入

### 接駁車
台北捷運淡水信義線芝山站直達天母棒球場。

### 台北捷運
- 由 淡水信義線芝山站下車，由一號出口出站後，可搭乘捷運站外棒球專車直達棒球場；或由一號出口出站搭乘大葉高島屋免費接駁車，下車後步行抵達球場。
- 由 淡水信義線士林站下車，捷運接駁紅12、紅15直達棒球場。

### 自行開車
- 中山高速公路台北交流道下，取重慶北路過百齡橋接中正路，直行至中山北路左轉（需迴轉）向北，於忠誠路右轉順行至大葉高島屋百貨公司即可。

## 註解
1. ↑  台南棒球場在尚無職棒比賽的1970年代曾鋪設人工草皮，之後改回天然草皮。

## 外部連結
- 臺北市立天母棒球場在台灣棒球維基館上的頁面（繁體中文）
- 中華職棒全球資訊網-天母棒球場 （页面存档备份，存于）
- 臺北市政府體育局 - 天母運動場區  棒球場 （页面存档备份，存于）